# Mistrovství Evropy amatérů v tenisu
Mistrovství Evropy amatérů v tenisu byla sportovní akce organizována od roku 1969 Mezinárodní tenisovou federací (ITF). Od roku 1975 přešla organizace mistrovství Evropy pod nově vzniklou Evropskou tenisovou asociaci (ETA).

## Vznik
V roce 1968 bylo profesionálním tenistům umožněno startovat na turnajích pořádaných Mezinárodní tenisovou federací (ITF). Pro podporu amatérů v tenisu byla ITF vytvořena v roce 1969 soutěž mistrovství Evropy amatérů. Jednotlivých ročníků mistrovství Evropy amatérů se účastnili především tenisté z bývalých socialistických zemí. Mistrovství postupně zaniklo pro slabou účast v polovině osmdesátých let.

## Vítězové
| Ročník | Místo     | Dvouhra mužů                             | Dvouhra žen                              | Čtyřhra mužů                             | Čtyřhra žen                              | Smíšená čtyřhra                          |
| ------ | --------- | ---------------------------------------- | ---------------------------------------- | ---------------------------------------- | ---------------------------------------- | ---------------------------------------- |
| 1969   | Turín     | S. Baranyi (HUN)                         | V. Vopičková (TCH)                       | S. Lichačov, A. Volkov (URS)             | Z. Jansonová, O. Morozovová (URS)        | V. Korotkov, O. Morozovová (URS)         |
| 1970   | Sofie     | A. Metreveli (URS)                       | O. Morozovová (URS)                      | S. Lichačov, A. Metreveli (URS)          | T. Kiviová, O. Morozovová (URS)          | A. Metreveli, O. Morozovová (URS)        |
| 1971   | Lucemburk | A. Metreveli (URS)                       | O. Morozovová (URS)                      | W. Gąsiorek, T. Nowicki (POL)            | Z. Jansonová, O. Morozovová (URS)        | A. Metreveli, O. Morozovová (URS)        |
| 1972   | Budapešť  | S. Baranyi (HUN)                         | M. Krošinová (URS)                       | S. Lichačov, A. Metreveli (URS)          | Z. Jansonová, O. Morozovová (URS)        | A. Metreveli, O. Morozovová (URS)        |
| 1973   | Pescara   | A. Metreveli (URS)                       | O. Morozovová (URS)                      | W. Fibak, T. Nowicki (POL)               | Z. Jansonová, O. Morozovová (URS)        | A. Metreveli, O. Morozovová (URS)        |
| 1974   | Vratislav | B. Taróczy (HUN)                         | M. Navrátilová (TCH)                     | T. Kakulija, A. Metreveli (URS)          | M. Krošinová, O. Morozovová (URS)        | A. Metreveli, O. Morozovová (URS)        |
| 1975   | Vídeň     | A. Metreveli (URS)                       | R. Tomanová (TCH)                        | J. Niedźwiedzki, T. Nowicki (POL)        | M. Krošinová, O. Morozovová (URS)        | P. Huťka, M. Navrátilová (TCH)           |
| 1976   | Přerov    | T. Kakulija (URS)                        | M. Jaušovecová (YUG)                     | T. Kakulija, A. Metreveli (URS)          | M. Čuvyrinová, O. Morozovová (URS)       | F. Pála, R. Maršíková (TCH)              |
| 1977   | Maribor   | A. Metreveli (URS)                       | M. Krošinová (URS)                       | T. Kakulija, A. Metreveli (URS)          | M. Krošinová, O. Morozovová (URS)        | M. Jaušovecová (YUG), Pampulov (BUL)     |
| 1978   | Brašov    | A. Metreveli (URS)                       | V. Ruziciová (ROU)                       | T. Šmíd, P. Složil (TCH)                 | V. Ruziciová, F. Mihaiová (ROU)          | G. Marcu, V. Ruziciová (ROU)             |
| 1979   | Sopoty    | V. Borisov (URS)                         | O. Morozovová (URS)                      | S. Birner, J. Navrátil (TCH)             | N. Čmyrovová, O. Morozovová (URS)        | A. Volkov, N. Čmyrovová (URS)            |
| 1980   | Bělehrad  | V. Borisov (URS)                         | J. Jelisejenková (URS)                   | V. Borisov, S. Leoňuk (URS)              | O. Zajcevová, O. Morozovová (URS)        | V. Borisov, J. Jelisejenková (URS)       |
| 1981   | Athény    | S. Živojinović (YUG)                     | J. Jelisejenková (URS)                   | J. Granát, J. Navrátil (TCH)             | L. Plchová, M. Skuherská (TCH)           | S. Živojinović, R. Šašaková (YUG)        |
| 1982   | Níreďháza | A. Zverev (URS)                          | N. Borodinová (URS)                      | V. Borisov, K. Pugajev (URS)             | L. Romanovová, M. Romanovová (TCH)       | V. Borisov, J. Jelisejenková (URS)       |
| 1983   | Jūrmala   | M. Mečíř (TCH)                           | L. Savčenková (URS)                      | A. Zverev, S. Leoňuk (URS)               | S. Černěvová, L. Savčenková (URS)        | K. Pugajev, S. Černěvová (URS)           |
| 1984   | Athény    | mistrovství se nekonalo pro slabou účast | mistrovství se nekonalo pro slabou účast | mistrovství se nekonalo pro slabou účast | mistrovství se nekonalo pro slabou účast | mistrovství se nekonalo pro slabou účast |